# Cal Menut (Sant Pere de Vilamajor)
Cal Menut és una masia de Sant Pere de Vilamajor (Vallès Oriental) protegida com a Bé Cultural d'Interès Local.

## Descripció
Edifici civil del recinte de la Força de planta baixa i pis i cobert per una teulada a dues aigües amb carener perpendicular a la façana principal.Destaca l'arc adovellat de mig punt i finestres de pedra. Dues de les seves parets estructurals (de 80 cm de gruix) són part de la muralla del castell.